# Andrey Krivov
Andrey Krivov (né le 14 novembre 1985) est un athlète russe, spécialiste de la marche.

## Carrière
Son record sur 20 km a été obtenu à Adler le 23 février 2008 en 1 h 19 min 6 s. Le 16 mai, il a terminé 3e de la Coupe du monde 2010 à Chihuahua en altitude avec 1 h 22 min 54 s. Il avait été champion d'Europe espoir lors des Championnats d'Europe espoirs d'athlétisme 2007 derrière son compatriote Valeriy Borchin. Lors des Championnats d'Europe d'athlétisme 2010, il termine 6e du 20 km marche en 1 h 22 min 20 s	 (SB). Lors de la Coupe du monde de marche 2012, il termine deuxième du 20 km, derrière le Chinois Wang Zhen.
Testé positif pour dopage, tous ses résultats du 20 mai 2011 au 6 juillet 2013 sont annulés. Il est suspendu 3 ans, jusqu'en avril 2019.